# Jimmy Anak Ahar
Jimmy Anak Ahar (ur. 3 listopada 1981) – brunejski lekkoatleta, średniodystansowiec, olimpijczyk.
W roku 2004 był jedynym reprezentantem swojego kraju na igrzyskach w Atenach. Startując w biegu na 1500 metrów odpadł w pierwszej rundzie eliminacji z czasem 4:14.11.

## Rekordy życiowe
| Dystans             | Wynik   | Miejsce       | Data             |
| ------------------- | ------- | ------------- | ---------------- |
| bieg na 800 metrów  | 1:55.05 | Kota Kinabalu | 10 września 2002 |
| bieg na 1500 metrów | 3:57.51 | Darwin        | 17 maja 2005     |